# 6717 Antal
6717 Antal (1990 TU10) là một tiểu hành tinh vành đai chính được phát hiện ngày 10 tháng 10 năm 1990 bởi Freimut Börngen, Schmadel, L. D. ở Tautenburg.